# 무덤

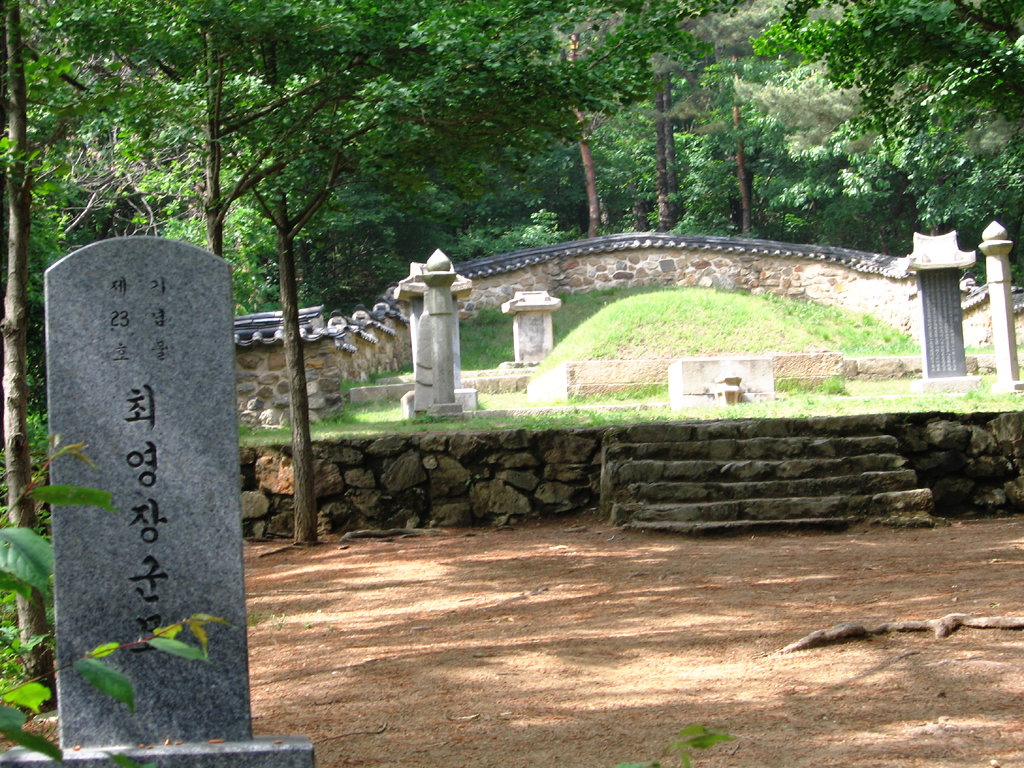
최영장군의 묘

무덤은 죽은 사람의 시신을 매장하는 곳을 말한다. 안치한 시신 위로 흙을 높게 덮은 것을 분(墳)이라 하고, 평평하게 만든 것을 '묘'(墓)라고 부른다. 둘을 합쳐 분묘(墳墓)라 부른다. 일반적으로 무덤에는 묘비를 세워서 그 사람을 추모한다. 모든 민족이나 문화에서 무덤이 사용되는 것은 아닌데, 힌두교에서는 사체를 화장한 후에 갠지스강에 흘려 보내기도 했고, 고대 이스라엘에서는 사람이 죽으면 부활에 대한 신앙에 따라, 동굴 무덤에 시체를 모셨다가 유골이 남으면 유골함에 모셨다. 그래서 그리스도가 십자가에서 숨을 거두었을 때, 아리마태아 사람 요셉은 그리스도를 빈 무덤에 모셨다. 또 티베트에서는 무덤을 만들 부드러운 지대가 없었기 때문에 시체를 독수리 같은 맹금류가 파먹도록 땅 위에 올려놓는 조장(鳥葬)을 치르기도 했다.
무덤은 꼭 땅 위에 묻힌 것만을 칭하지는 않는다. 신라의 문무왕은 물 속에 묻었는데, 이런 경우는 수중묘(水中墓)라고도 했다.

## 용어
무덤이란 말은 중세국어에서도 무덤으로 나타난다. 이는 '묻-(埋)'에 접미사 '-엄'이 합쳐진 말이다. 비슷한 예로 '주검('죽-(死)'+'-엄'→주검)'이 있다.
묘를 지키며 관리하는 사람은 묘지기라고 부른다.

## 종류
한국에서 전통적으로 무덤을 지칭하는 명칭은 형태와 성격에 따라 분(墳), 능(陵), 총(塚), 묘(墓) 등으로 나뉜다.
무덤의 주인을 알 수 있는 경우에는 능, 원, 묘로 구분하며, 알 수 없는 경우 총, 분으로 구분한다.
- 능(陵)은 왕과 왕비의 무덤을 의미한다. 조선 세종대왕과 소헌왕후의 무덤인 영릉이 그 예다.
- 원(園)은 왕의 친척(왕세자, 부모, 후궁 등)이 묻힌 무덤을 의미한다. 조선 선조의 후궁인 인빈 김씨의 무덤인 순강원 등이 있다.
- 묘(墓)는 그 외의 사람이 묻힌 무덤을 의미한다. 신라의 명장 김유신의 무덤을 김유신묘라고 일컫는다.
- 총(塚)은 주인을 알 수 없으나 중요한 가치를 지닌 무덤을 말한다. 경주에 위치한 천마총 등이 있다.
- 분(墳)은 주인도 알 수 없으며, 중요한 가치를 지녔다고 하기 어려운 무덤을 말한다. 나주 송제리 고분 등이 있다.

## 같이 보기
- 묘지
- 장례
- 능
- 묘비